# John Renbourn

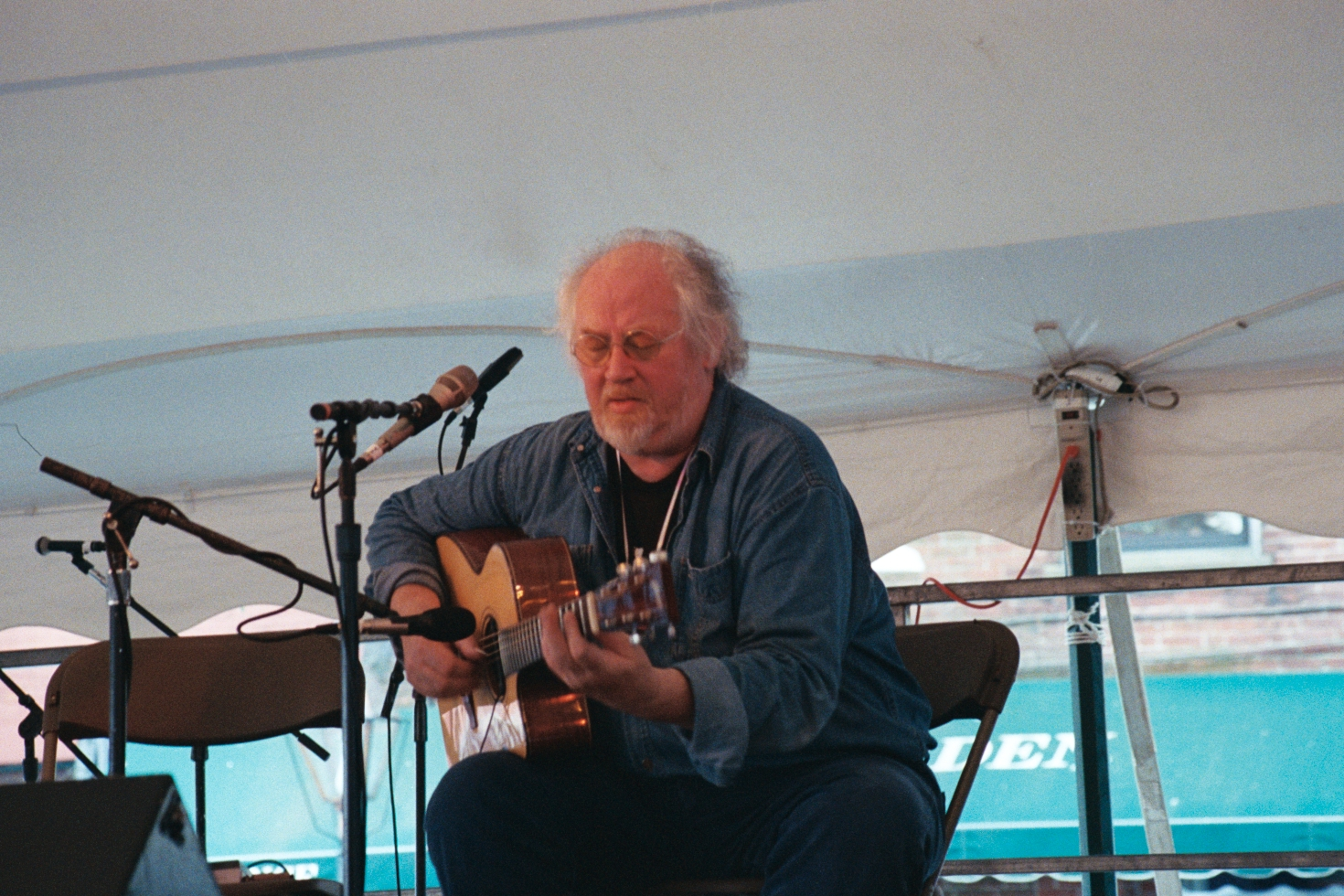
John Renbourn, 2005 in New Bedford

John Renbourn (* 8. August 1944 in Torquay, Devon; † 26. März 2015 in Hawick, Schottland) war ein britischer Folk-Sänger und -Gitarrist, der vor allem als Mitglied der Band Pentangle in den 1960er und '70er Jahren bekannt wurde. Charakteristisch für seine Spielweise war sein rundes, filigranes Fingerpicking. Neben Bert Jansch und Davey Graham galt er als herausragender Vertreter des sogenannten „Folk-Baroque“. Gelegentlich verwendete Renbourn auch Sitar und elektrische Gitarre in seinen Aufnahmen.

## Leben
Renbourn wuchs in Torquay im Süden Englands auf und begann schon als Teenager, Gitarre zu erlernen. In den 50er-Jahren lag sein Hauptinteresse im Skiffle, und Anfang des nächsten Jahrzehnts spielte er kurzzeitig in einer Rhythm-&-Blues-Band. 1961 und 1963 tourte er mit Mac MacLeod durch den Südwesten Englands und begann danach regelmäßig im „Les Cousins“, einem bekannten Pub in Soho, aufzutreten. Dort lernte er eine Reihe bekannter Folk-Musiker kennen, darunter Paul Simon, Davey Graham und schließlich Bert Jansch. In erster Linie war es Grahams großer Erfolg Angi, ein für viele damalige Folk-Gitarristen wegweisendes Instrumental, der Renbourne bewog, in das anspruchsvollere Fingerstyle-Genre zu wechseln.
1965 kam sein Debütalbum auf den Markt, das schlicht John Renbourn hieß und eher gewöhnlichen, wenig beachteten Folk-Blues bot. Zusammen mit Dorris Henderson nahm er There You Go auf, außerdem begleitete er Jansch auf dessen zweitem Album It Don’t Bother Me. 1966 veröffentlichten die beiden zusammen Bert and John, das meist improvisierte, exzellente Gitarrenarbeit bot.
Nach zwei weiteren Solo-Alben gründete Renbourn 1967 zusammen mit Jansch die Folkjazz-Band Pentangle, die im Folgejahr ihr Debüt veröffentlichte, das eine bis dato ungewohnte Mischung aus Folk, Blues, jazzigen Momenten und klassischen Schnipseln präsentierte. Bis 1973 spielte die meist hoch gelobte Band noch eine Reihe von Alben ein, wobei vor allem die 1969er LP Basket of Light großen Anklang fand, dann löste sie sich auf.
Später arbeitete Renbourn unter anderem mit Jacqui McShee und Tony Roberts in der „John Renbourn Group“ oder dem amerikanischen Gitarristen Stefan Grossman zusammen. Sein Interesse verlagerte sich mit den Jahren zunehmend auf mittelalterliche oder keltische Klänge. Sein ungewöhnliches, intimes Gitarrenspiel hinterließ in ebenso entspannten Konzerten meist bleibende Eindrücke bei den Hörern. Bis zuletzt ging Renbourn auf Tour, oft mit seiner alten Pentangle-Mitstreiterin Jacqui McShee oder auch dem Folk-Barden Robin Williamson (Ex-Incredible String Band). Nebenbei wandte er sich hin und wieder auch seiner Vorliebe zum Country Blues, Ragtime und Jazz zu.
Renbourn war am 25. März 2015 abends nicht wie erwartet zu einem Konzertauftritt in Glasgow erschienen. Am darauffolgenden Morgen fanden ihn Polizisten tot in seinem Haus in Hawick auf. Nach einer ersten Diagnose starb Renbourn an einem Herzinfarkt.

## Diskografie
- There You Go (1965 mit Dorris Henderson auf Columbia)
- John Renbourn (1966 auf Transatlantic)
- Bert and John (1966 mit Bert Jansch auf Transatlantic)
- Another Monday (1966 auf Transatlantic)
- Sir John Alot of Merrie Englandes Musyk Thyng & Ye Grene Knyghte (1968, wiederveröffentlicht auf Shanachie Records)
- The Lady and the Unicorn (1970 auf Transatlantic, wiederveröffentlicht auf Shanachie, mit Tony Roberts, Ray Warleigh, Dave Swarbrick, Don Harper, Lea Nicholson)
- Faro Annie (1971 auf Transatlantic)
- The Hermit (1976, wiederveröffentlicht auf Shanachie)
- The Guitar of John Renbourn (1977 auf Keith Prowse Music, 2005 auf Castle Music UK)
- A Maid in Bedlam (1977 auf Shanachie, mit Jacqui McShee, Tony Roberts, Sue Draheim, Keshav Sathe)
- Acoustic Guitar (Stefan Grossman & John Renbourn) (1978 auf East World, Toshiba-EMI, Japan – Direktschnitt-LP)
- The Black Balloon (1979 auf Shanachie)
- The Enchanted Garden (1980 auf Shanachie)
- Under the Volcano (1980 mit Stefan Grossman auf Sonet)
- Live in America (1981 mit der John Renbourn Group auf Flying Fish)
- Live… in Concert (1984 mit Stefan Grossman auf Shanachie)
- The Three Kingdoms (1987 mit Stefan Grossman auf Shanachie)
- Ship of Fools (1988 auf Flying Fish)
- The Nine Maidens (1988 auf Flying Fish)
- After the Dance (1992 mit Bert Jansch auf Shanachie)
- Wheel of Fortune (1994 mit Robin Williamson auf Flying Fish; live)
- Lost Sessions (1996 auf Edsel)
- Traveler’s Prayer (1998 auf Shanachie)
- BBC Live in Concert (2001 auf Varese)
- Live in Italy (2006 auf Castle)
- Palermo Snow (2011 auf Shanachie)

### Kompilationen
- Stepping Stones (1969 mit Bert Jansch auf Vanguard)
- John Renbourn Sampler (1971 auf Transatlantic)
- So Clear - John Renbourn Sampler Vol. II (1973 auf Transatlantic)
- Heads & Tails (1973 auf Transatlantic)
- John Renbourn & Bert Jansch (1985 mit Bert Jansch auf Cambra)
- The Essential Collection, Vol. 1 & 2 (1987 auf Transatlantic)
- Snap a Little Owl (1988 mit Stefan Grossman auf Shanachie)
- Folk Blues of John Renbourn (1988 auf Devon)
- Mediaeval Almanack (1989 auf Devon)
- The Essential: The Best of John Renbourn (1994 auf Transatlantic)
- Collection (1995 auf Castle)
- John Barleycorn (1996 mit der John Renbourn Group auf Edsel)
- Collected (1999 auf Music Club)
- Keeper of the Vine - The Best of John Renbourn & Stefan Grossman (1999 mit Stefan Grossman auf Shanachie)
- The Definitive Transatlantic Collection (1998 auf Essential)
- So Early in the Spring (1999 auf Vivid Sound)
- Heritage (2001 auf EMI)
- The Best of John Renbourn (2001 auf Castle/Pulse)
- The Transatlantic Anthology (2002 auf Castle)
- Nobody's Fault but Mine. The John Renbourn Anthology 1966-2005 (2007 auf Castle/Sanctuary; enthält vier zuvor unveröffentlichte Stücke)

## Noten, Tabulaturen
- Guitar Pieces. 1972. ISBN 0860010171
- Songs for Guitar. ISBN 086001-215-8
- Original Guitar Solos. 1986. ISBN 0863594115